# Aktiv komponent

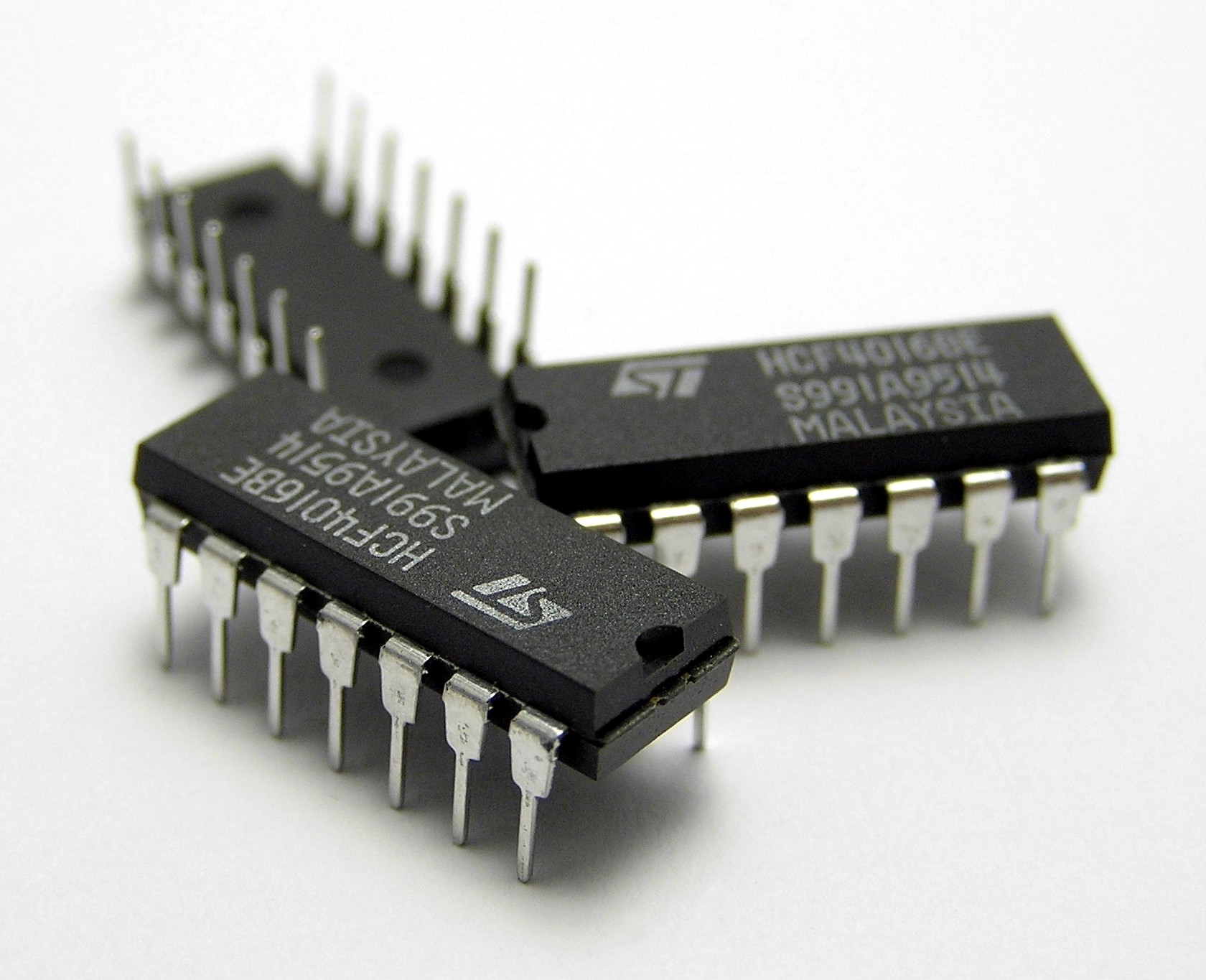
IC-kretsar är bra exempel på aktiva komponenter

Aktiva komponenter är inom elektroniken komponenter som oftast kräver en matningsspänning för att behandla elektriska signaler, exempelvis ljud- eller bildsignaler. Man skiljer på aktiva och passiva komponenter. Nomenklaturen är dock inte entydig.
Aktiva komponenter kan definieras som:
- I princip alltid förstärkande (medan passiva komponenter aldrig förstärker)
- Komponenter baserade på halvledarteknik eller elektronrör (radiorör)
- Komponenter som för det mesta kräver en extern strömförsörjning

Till exempel kan en effektdelare vara antingen passiv eller aktiv beroende på hur den konstruerats (med spolar och kondensatorer eller med transistorer). 
En kapacitansdiod är en aktiv komponent då den består av en PN-övergång vars kapacitans kan kontrolleras med hjälp av en backspänning. 
Några vanliga aktiva komponenter:
- Diod
- Transistor
- Operationsförstärkare
- Integrerad krets
- Katodstrålerör (bildrör)